# ウジェニー・ド・モンティジョ
ウジェニー・ド・モンティジョ（フランス語: Eugénie de Montijo, 1826年5月5日 - 1920年7月11日）は、フランス皇帝ナポレオン3世の皇后。
テバ伯爵令嬢マリア・エウヘニア・イグナシア・アグスティナ・デ・パラフォクス・イ・キルクパトリック（スペイン語: María Eugenia Ignacia Agustina de Palafox y Kirkpatrick, Condesa de Teba）として生まれ、結婚にともない、フランス皇后ウジェニー（フランス語: Eugénie, Impératrice des Français）となった。

## 生涯

### 少女期

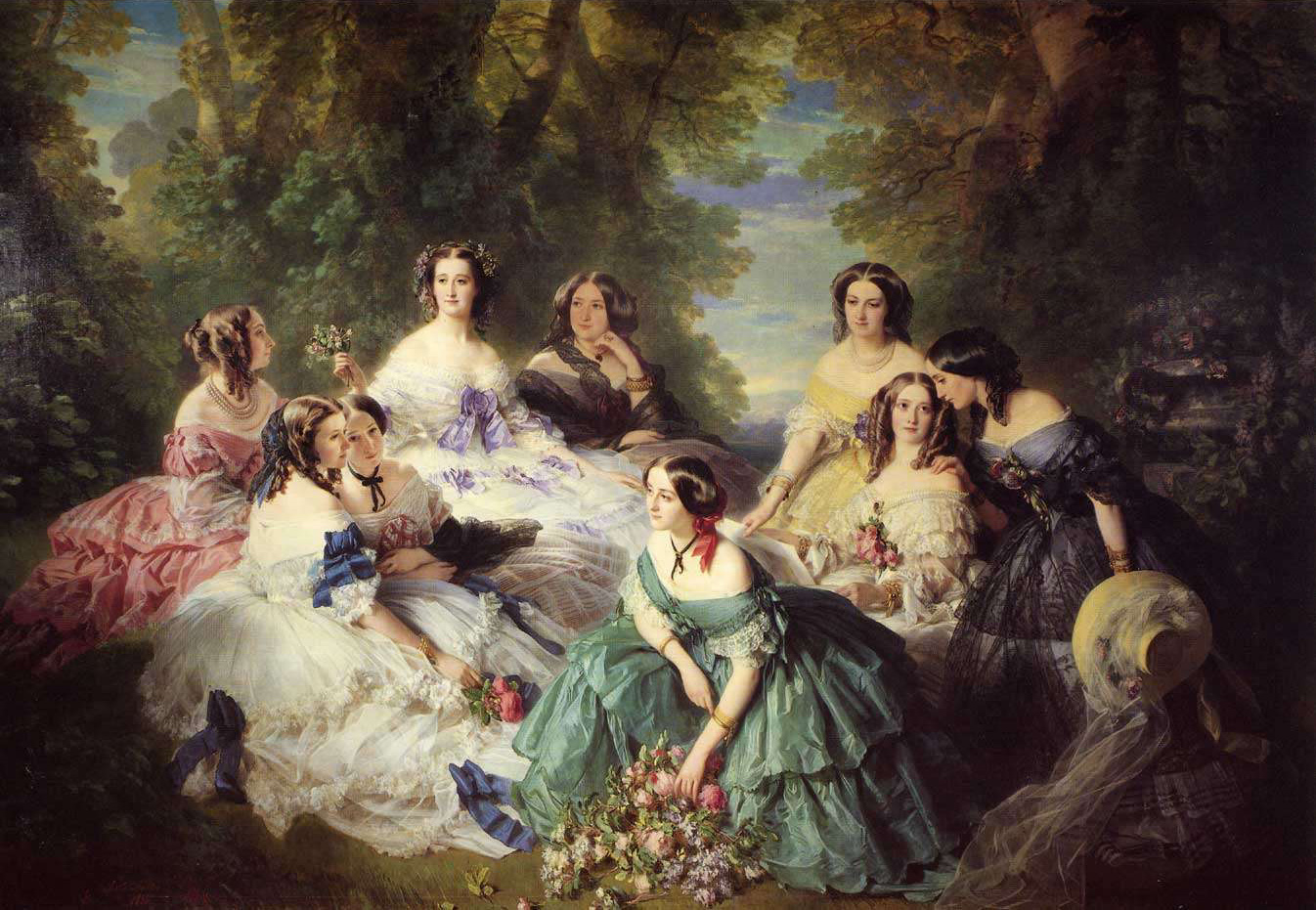
「ウジェニー皇后と女官たち」ヴィンターハルター画、1855年、コンピエーニュ宮殿 (fr) 第二帝政美術館蔵

スペイン・グラナダにおいて、テバ伯爵・モンティホ伯爵・アルガバ侯爵およびペニャルダ公爵の称号を持つスペイン貴族ドン・シプリアーノ・パラフォクス・イ・ポルトカレッロと、スコットランド人の父とベルギー人の母の血を引くマリア・マヌエラ・キルクパトリックの間に生まれた。ドン・シプリアーノはボナパルト主義者であった。マヌエラの父、クローゼンバーン出身のウィリアム・カークパトリックは在マラガのアメリカ合衆国領事で、後に大手のワイン販売業者となった。エウヘニアの1つ上の姉マリア・フランシスカ・デ・サレスもまた「パカ」の愛称で知られる。2人は1834年から1838年までパリのフォーブール＝サンジェルマンないしアンヴァリッド界隈ヴァレンヌ街にある聖心会修道院（現在のロダン美術館が入るビロン館）で教育を受けていた。そこでは彼女は、揺るぎないカトリックとしての教えを受ける。ここは厳格なカトリック教育をすることで知られており、ここでの日々はエウヘニアの信仰に大きな影響をもたらした。エウヘニア・デ・モンティホの名はサクレクールで学んでいる頃からフランス国内で知れ渡ることになる。
エウヘニア姉妹は家族内ではフランス語を日常語として使い、スペイン語を正式に読み始めたのは12歳のときからである。幼い頃から父に連れられて乗馬をし、時には焚き火をして野営するような遠乗りに出かけている。水泳も幼い頃から好んだスポーツである。11歳の頃に、姉とともにブリストルにあるイギリス系の学校に入れられたが、家庭教師と共に姉妹は脱走してしまう。この頃、メリメの紹介で小説家のスタンダールと知り合っている。母のサロンに2人が現れるとウジェニーたちは彼らの話に夢中になった。メリメはウジェニーの生涯の友となっている。エウヘニアが13歳の時、最愛の父ドン・シカプリアーノは亡くなった。父が亡くなると母マヌエラとの仲はあまりうまくいかなくなった。
姉のパカは家族の栄典のほとんどを相続し、1849年に幼馴染の第15代アルバ公ハコポ・フィツ＝ハメス・ストゥアルトと結婚した。アルバ公に恋をしていたウジェニーは、いつかはアルバ公に嫁ぎたいと願っていたが、母は静かな性格のパカをアルバ公に嫁がせたのだ。失恋の痛手から男装しマドリードの町を煙草を吸いながら闊歩したり、裸馬で町を疾走したり、闘牛場に男装して現れるなどの奇行が5年ほど続いた。しかし愛してやまない姉夫妻を友人として認めることにし、生涯の友人となった。カトリックの教えが一時は自殺も考えたエウヘニアを救ったのである。

### 美しきテバ女伯

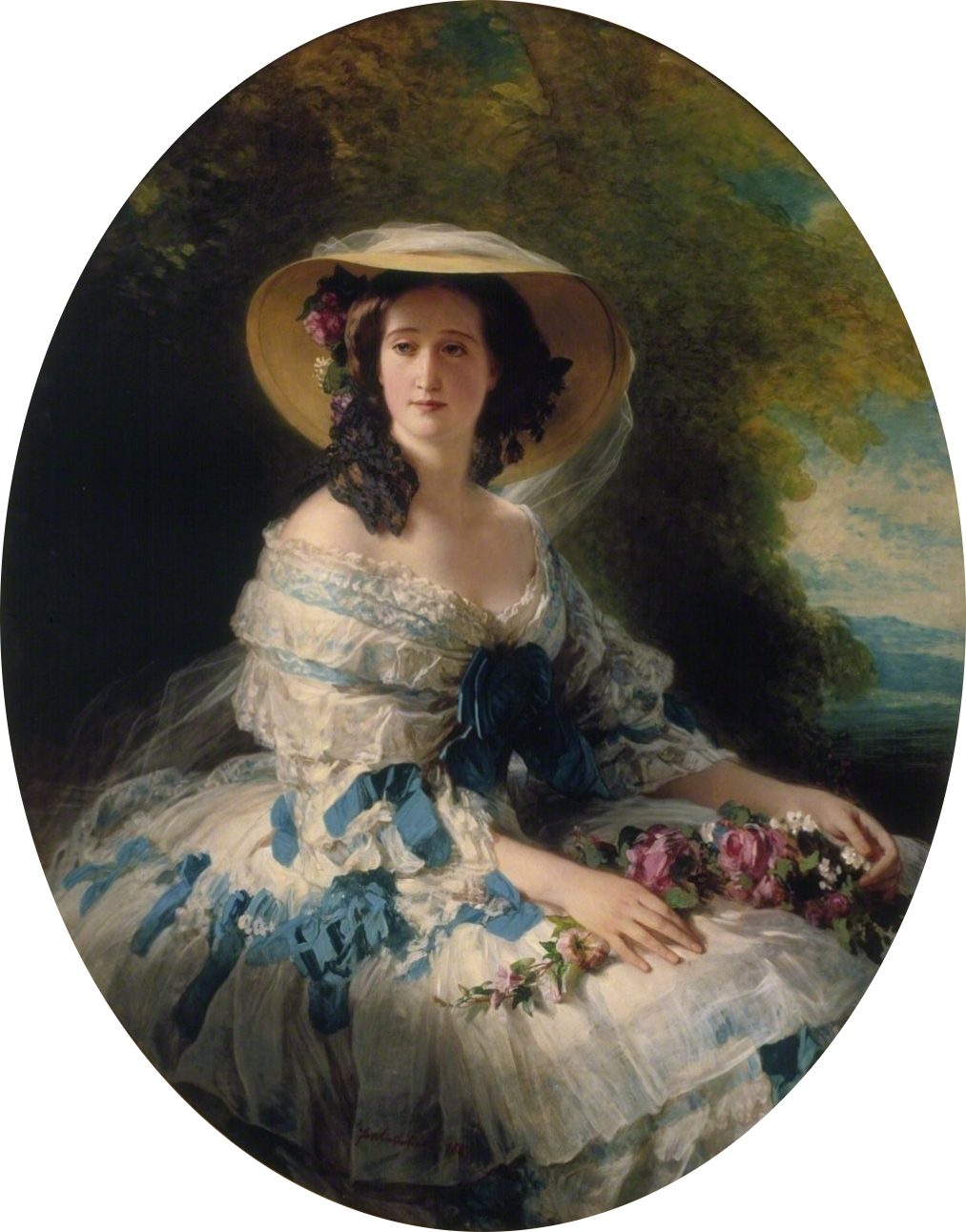
「ウジェニー皇后」ヴィンターハルター画、1857年、ヒルウッド美術館 (en) 蔵

エウヘニアは21歳の時に亡き父の持っていた多数の称号を受け継いだ。1853年に結婚するまでは「テバ女伯」あるいは「モンティホ女伯」などの称号を使用していた。しかし、家族の称号の中には法的に姉が相続し、アルバ家に渡ったものもある。父の死後、エウヘニアは第9代テバ女伯になり、『ゴータ年鑑』にその名が載った。ウジェニーの死後、モンティホ家の称号の全てが、フィツ＝ハメス・ストゥアルト家（アルバ公およびベルウィック公）のもとに渡った。
この頃、エウヘニアはフランスの社会主義理論家のシャルル・フーリエが提唱する独自の社会主義思想に傾倒してゆく。元々フランスで学んでいた頃から社会主義思想に興味を持っていたエウヘニアだが、25歳になる頃にはこの考えにはついて行けなくなっていた。
彼女の父親譲りの勇敢さと美しさはフランスだけではなく、ヨーロッパ各国へも伝わって行った。彼女は各国の王侯貴族からの求婚を断り続け、やがて「鉄の処女」と言われるようになる。
1848年にルイ＝ナポレオン・ボナパルトが第二共和政の大統領になると、エウヘニアは母とともにエリゼ宮での「皇子大統領」（Prince-Président）主催の舞踏会に姿を現した。これが彼女が未来の皇帝と出会った最初の機会であった。
1853年1月30日、エウヘニアは前年にフランス皇帝ナポレオン3世に即位していたルイ＝ナポレオンと、ノートルダム大聖堂で結婚式を挙げた。それまでの約5年間、ナポレオン3世はカロラ・フォン・ヴァーサ（スウェーデンの廃王グスタフ4世アドルフの元王太子ヴァーサ公の娘、後にザクセン王アルベルトの妃となる）、さらにヴィクトリア女王の異父姉フェオドラの10代の娘アーデルハイトとの縁談を断わっていた。

### 論争を呼んだ結婚

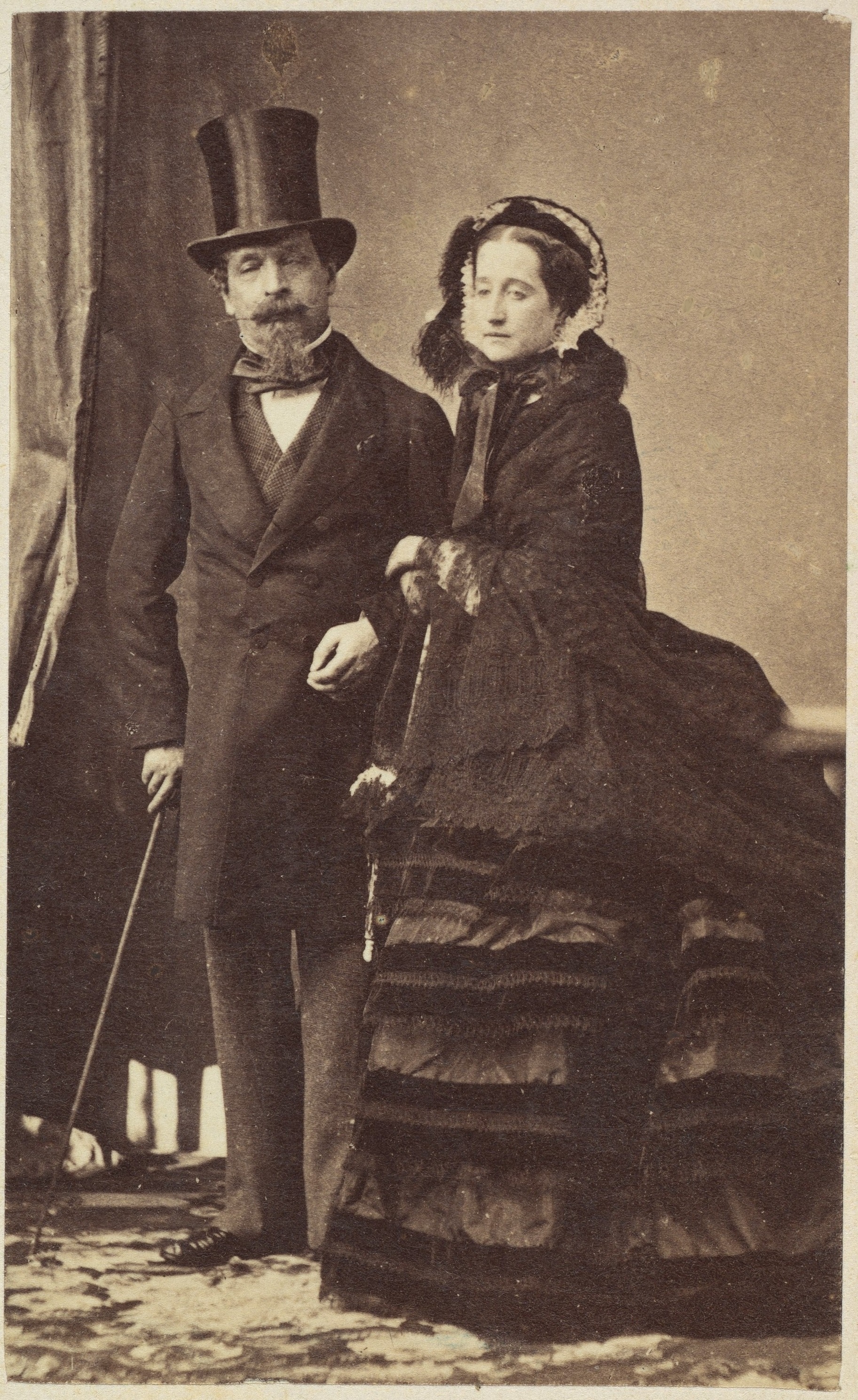
ナポレオン3世とウジェニー、1865年頃

1853年1月22日に玉座で行った演説で、ナポレオン3世は公式に彼自身の婚姻を発表した。いわく「朕は朕のことを知らない女性よりも、朕が愛し、尊敬できる女性を望んできた。彼女によって同盟はいくらの犠牲を混ぜつつ優位を有し続けることになるであろう」
1月29日にテュイルリー宮殿で2人は公使らに見守られ結婚式が行われた。翌日にはノートルダム寺院のパリ大司教の元で結婚式がもう一度行われた。
いわゆる、「愛の駆け引き」はイギリスのいくつかのマスコミに風刺された。『タイムズ』誌は「わたしたちは、フランス帝国の年代記におけるこのロマンティックな出来事が以後最も強い反対と呼ばれてきたことを学び、極度の苛立ちを刺激した」と書き、ヴィクトリア女王は「下品で気がきかない縁組」と公式にコメントしている。
皇族、内閣、そして宮中の下層グループやその隣人たちでさえ、誰もがこぞってこの結婚を驚くべき恥辱と認識する姿勢を取った。多くの称号と伝統ある血統を受け継ぐ26歳のスペインの伯爵令嬢さえもボナパルト家に十分にふさわしい人物とは思われなかった（もっとも、ボナパルト家も2代前までは辺境コルシカの小貴族にすぎず、大革命の混乱に乗じて成り上がった帝室・王家である）のである。
1855年、イギリス王室からの招待で、皇帝と共にイギリスを公式訪問した。ウジェニーは結婚に反対したヴィクトリア女王らと会うことが非常に気がかりであったが、この訪問は大成功に終わった。クリミア戦争における同盟関係を結び、ウジェニーはヴィクトリア女王から非常に気に入られ、2人は生涯の友人となった。ウジェニーは公式訪問の際にヴィッキー王女（女王の長女ヴィクトリア、後のドイツ皇后）とそっくりな人形をプレゼントし、その後も人形に着せるドレスをフランスから贈り続け、最新流行のドレスをヴィッキーが着られるように配慮している。ヴィクトリア女王からは画家のフランツ・ヴィンターハルターを紹介され、多くの肖像画を残している。翌年のパリ万国博覧会にはイギリス訪問の返礼として、イギリス王室の人々をフランスに招待した。1856年3月16日、ウジェニーは皇子を生んだ。ナポレオン・ウジェーヌ・ルイ・ジャン・ジョゼフ・ボナパルト（ナポレオン4世）である。

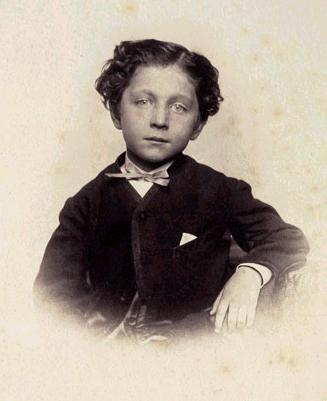
8歳のルイ皇太子（1864年）

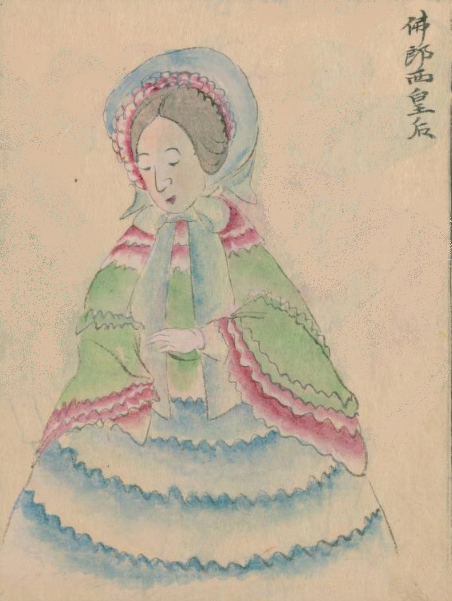
ウジェニー・ド・モンティジョ 文久遣欧使節（1862）漢方医高嶋祐啓画

ウジェニーの美しさ、気品とマナーの魅力は皇帝支配の輝きに貢献した。彼女は、パウリーネ・メッテルニヒと大変親密な友人関係を持っていた。パウリーネは在フランス・オーストリア大使の妻であった。フランス宮廷での彼女は社会的、文化的生活に重要な役割を演じる。
ウジェニーが1855年に着けた新しい骨組みのクリノリンは、ヨーロッパの宮廷ファッションに流行を巻き起こした。1860年代の終わりに彼女が大きなスカートを穿くのを辞めたときも、彼女の伝説的な宮廷人シャルル・フレデリック・ウォルトが奨励したことで、ウジェニーのファッションは再び流行となった。
ウジェニーの貴族的気品、豪華なドレスと伝説的な宝石は数え切れない絵画、特に彼女のお気に入りの画家フランツ・ヴィンターハルターによって記録されている。ウジェニーのマリー・アントワネットの生涯に寄せる想いは、ルイ16世治世時に人気があった新古典様式の家具やインテリアデザインとして宮廷の装飾に反映された。「シック」という表現はウジェニーの宮廷や第二帝政の美意識を表現する言葉であったと言われる。また、ウジェニーはマリー・アントワネットの肖像画や遺品をコレクションし、それらを集めた展覧会も開き成功したが、中には悲劇の王妃に傾倒する皇后の身を案じる人々もいた。

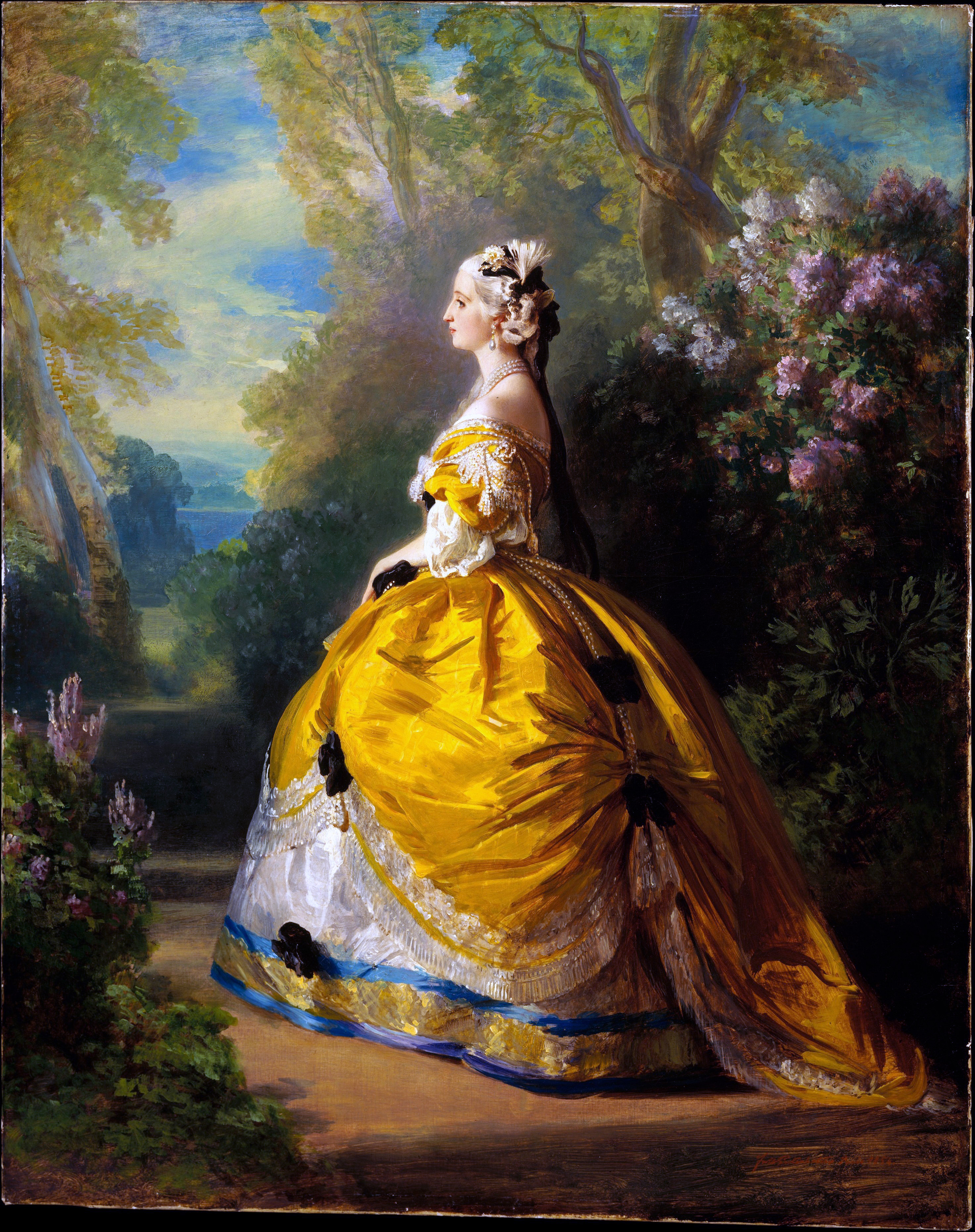
1854年、マリー･アントワネットに扮するウジェニー

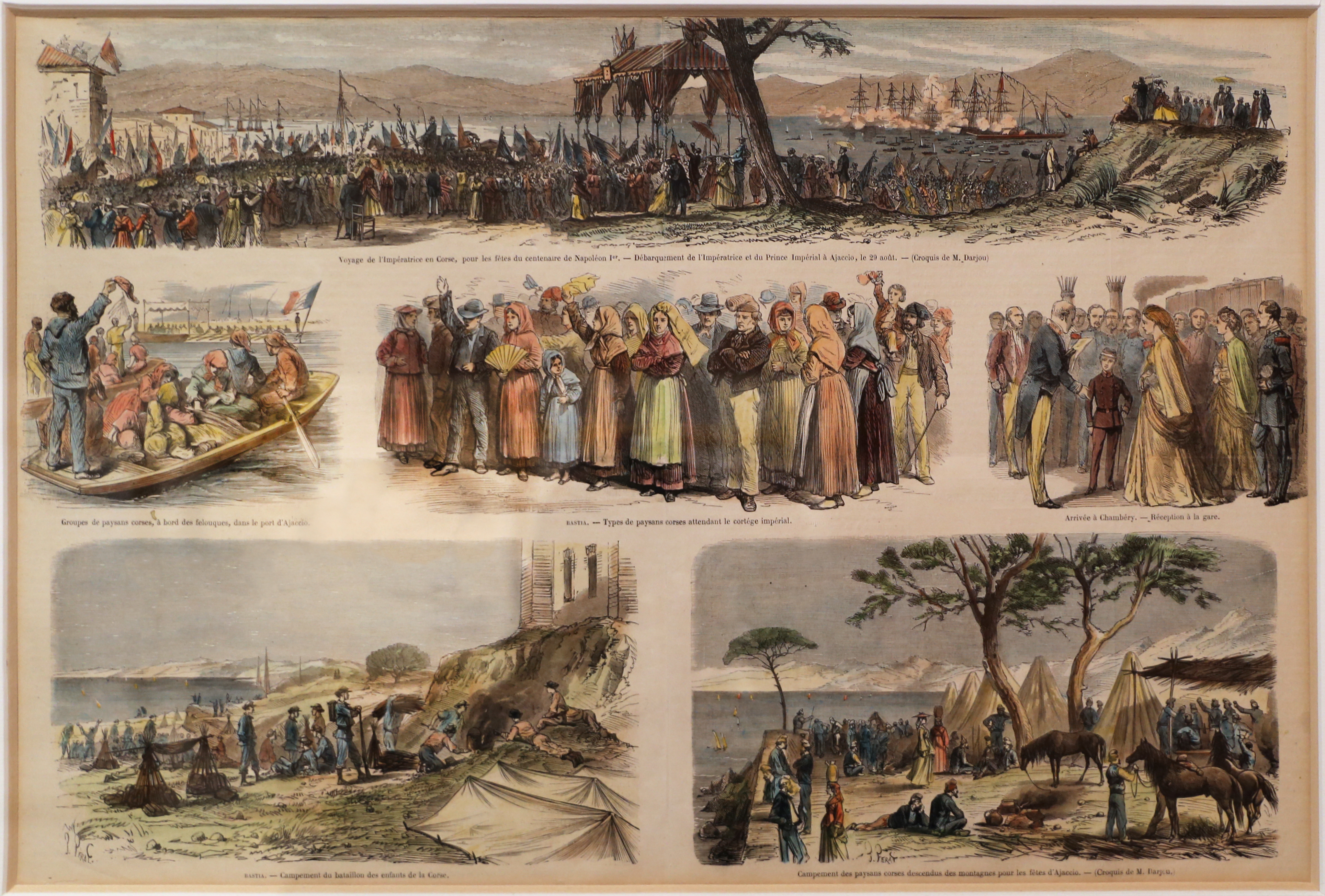
ウジェニーとルイ皇太子のナポレオン生誕地への旅（1869年8月）J.フェラ画

煌びやかさや美しさだけが評価を受けるウジェニーだが、実はフランスに嫁いで間もないころから慈善活動に力を入れており、公務の合間には深々とヴェールをかぶり、お忍びで慈善バザーや病院を見舞っていた。女性の社会活動にも影響を与え、1866年には女性を初めて電報局で雇用している。
ウジェニーはフランスで教育を受け、大変知性があったので、ナポレオン3世はよく重要な問題を彼女に相談していた。そして1859年、1865年および1870年の皇帝の留守の間、彼女は摂政として行動した。カトリックで保守的なウジェニーの影響力は、帝政のあらゆるリベラル勢力と対立した。彼女は、イタリアでの教皇の世俗権力の忠実な守護者であり、ウルトラモンタニストであった。このためウジェニーは憎まれ、しばしばフランスの反教権主義者によって中傷された。

### 普仏戦争以後

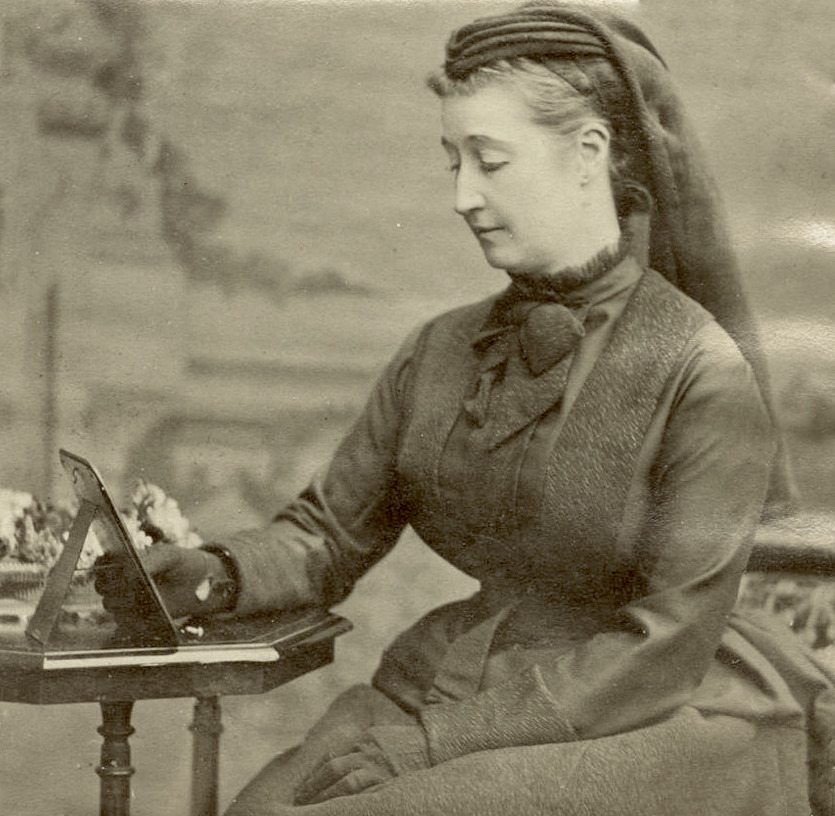
喪服姿のウジェニー、1873年

普仏戦争でフランスが敗れ、第二帝政が覆された後、皇后は夫とともにイギリスへと亡命し、ケント州のチズルハーストに居住した。イギリスでは王室や国民に歓迎され、丁重に扱われた。皇帝の死（1873年）から12年後、彼女はハンプシャーのファーンバラにある別荘“Cyrnos”（古代ギリシア語でコルシカを意味する）に引っ越した（彼女は同じ名前の別荘を、かつてカンヌ近くのカプ＝マルタン（Cap-Martin）に建てていた）。そこは彼女が、フランスの政治に一切干渉せずに余生を過ごした場所となった。

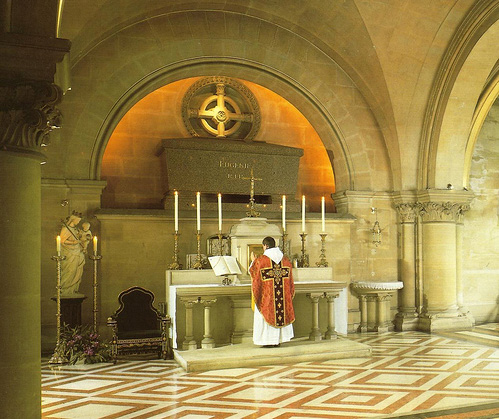
ウジェニーのマウソレウム
(聖マイケル修道院、2008年撮影)

ウジェニーは1920年7月に死去した。94歳であった。姉の孫の17代アルバ公を訪ねてスペインのマドリードに滞在していた際の死であった。彼女は1881年に自身が設立していたファーンバラの聖マイケル修道院に、夫と、1879年に南アフリカのズールー戦争で戦死した息子ナポレオン・ウジェーヌとともに埋葬された。
ウジェニーは様々な親戚に財産を遺した。彼女の不動産はアルバ家に嫁いだ姉の孫が相続した。ファーンバラの別荘は全てのコレクションともに、夫の従弟ナポレオン公の息子、「ナポレオン5世」ことナポレオン・ヴィクトル・ボナパルトが相続し、Cyrnos荘はさらにその妹レティティアに渡った。動産はランスの大聖堂再建委員会に譲渡された10万フランを除いて、近親者に与えられた。
ウジェニーの没落した家族の友好協会は、1887年にイギリスで、彼女がヴィクトリア・ユージェニー・オブ・バッテンバーグ（後にスペイン王アルフォンソ13世の妃になる）の代母になった時に結成された。バルモラル城で生まれたヴィクトリア・ユージェニーは、スコットランドの長老派教会の洗礼を受けていて、この洗礼は初期のエキュメニズムの例だった。1世紀後、1990年に生まれたヨーク公アンドルーの次女はユージェニーと命名された。
皇后は宇宙にも名を残している。小惑星ウージェニアは彼女にちなんで命名され、その衛星プティ・プランスは彼女の息子にちなんで命名された。

## 称号
- Doña[2] Maria Eugenia Ignacia Augustina Palafox de Guzmán Portocarrero y Kirkpatrick（誕生時から父の死まで）
- Her Excellency Doña Maria Eugenia Ignacia Augustina Palafox de Guzmán Portocarrero y Kirkpatrick, 9th Countess de Teba （父の死亡時から結婚まで）
- Her Imperial Majesty The Empress of the French (1853年-1871年）as well as Her Imperial Majesty The Empress-Regent during several periods (including Italian, Crimean and Franco-Prussian wars)
- Her Imperial Majesty Empress Eugénie of the French (1871年-1920年)